# Peter Drummond
El Mariscal del Aire Sir Peter Roy Maxwell Drummond (2 de junio de 1894 - 27 de marzo de 1945) fue un comandante superior nacido en Australia que sirvió en la Real Fuerza Aérea inglesa. Ascendió de soldado raso en la Primera Guerra Mundial a mariscal del aire en la Segunda Guerra Mundial. Drummond se alistó en la Fuerza Imperial Australiana en 1914 y al año siguiente prestó servicio como asistente médico durante la campaña de Galípoli. Se unió al Real Cuerpo Aéreo en 1916 y se convirtió en un as de combate en el teatro de operaciones de Oriente Medio, donde fue galardonado con la Cruz Militar y la Orden y Barra de Servicio Distinguido. Tras ser transferido a la RAF tras su formación en 1918, permaneció en las fuerzas armadas británicas durante el resto de su vida.
Entre las guerras, Drummond vio acción en Sudán, obteniendo un nombramiento como Oficial de la Orden del Imperio Británico , y fue destinado a Australia en comisión de servicio a la Real Fuerza Aérea Australiana (RAAF) como Director de Operaciones e Inteligencia. En Gran Bretaña, comandó las bases de la RAF Tangmere y Northolt. Clasificado como comodoro del aire al estallar la Segunda Guerra Mundial, fue Suboficial del Aire del Mariscal del Aire Sir Arthur Tedder, Comandante en Jefe de la RAF en Oriente Medio de 1941 a 1943. Drummond fue nombrado Compañero de la Orden del Baño en 1941 por sus servicios en Oriente Medio y nombrado caballero de la misma orden dos años después. Se le ofreció dos veces el mando de la RAAF durante la guerra, pero la RAF no estaba dispuesta a liberarlo para que asumiera el puesto. Miembro del Aire Británico para Entrenamiento desde 1943, Drummond murió en un accidente aéreo en el mar en 1945, cuando el B-24 Liberator en el que viajaba desapareció cerca de las islas Azores y se presumió que todos a bordo habían muerto.